# Mioxena longispinosa
Mioxena longispinosa is een spinnensoort in de taxonomische indeling van de hangmatspinnen (Linyphiidae).
Het dier behoort tot het geslacht Mioxena. De wetenschappelijke naam van de soort werd voor het eerst geldig gepubliceerd in 1970 door František Miller.